# 기쿠치 고스케
기쿠치 고스케(일본어: 菊地 光将, 1985년 12월 16일 ~ )는 일본의 전 축구 선수이다.

## 구단 경력
그는 2008년부터 2022년까지 J리그의 가와사키 프론탈레, 오미야 아르디자, 레노파 야마구치 FC에서 활동하였다.